# نائیری ساهاکیان
نائیری آرتاشسی ساهاکیان (ارمنی: Նաիրի Արտաշեսի Սահակյան؛ زادهٔ ۲۸ ژوئیهٔ ۱۹۶۹) یک سیاستمدار اهل ارمنستان است که از تاریخ ۲۰۱۷ تا تاریخ ۲۰۱۸ سمت نمایندگی دوره ششم مجلس ملی جمهوری ارمنستان را برعهده داشت.

## زندگی‌نامه
در ۲۸ ژوئیهٔ ۱۹۶۹ در دیان به دنیا آمد .